# 塔夸魯蘇 (南馬托格羅索州)
22°29′16″S 53°21′03″W / 22.48778°S 53.35083°W

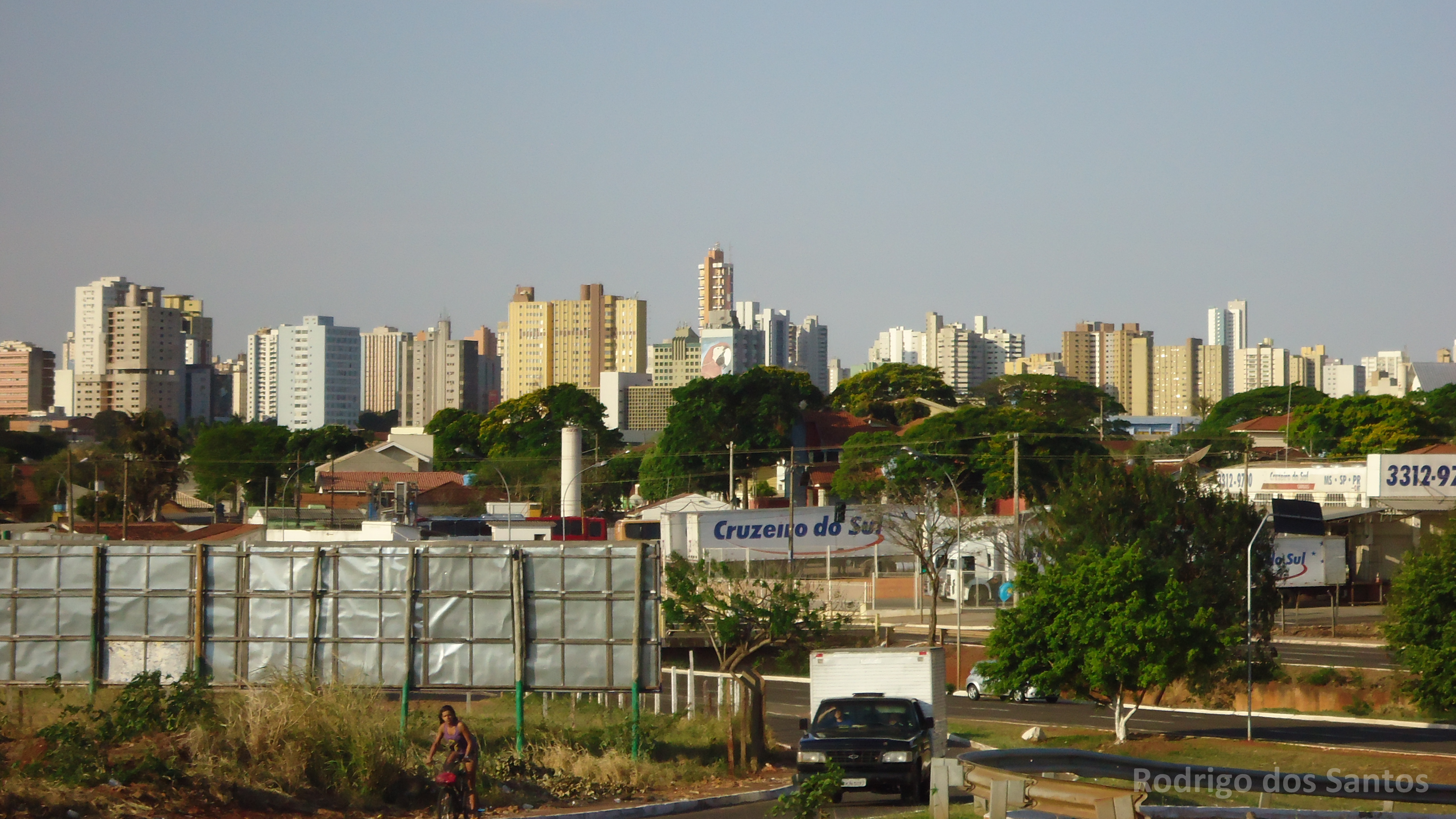
塔夸魯蘇

塔夸魯蘇（葡萄牙語：Taquarussu），是巴西的城鎮，位於該國西部，由南馬托格羅索州負責管轄，始建於1980年5月12日，面積1,041平方公里，海拔高度276米，2011年人口3,520，人口密度每平方公里3.38人。